# Lago Misérin
Il lago Misérin (pron. secondo la lingua francese, "Miserèn" - /mizeʁɛ̃/) si trova nell'alta valle di Champorcher alla quota di 2.577 m s.l.m..

## Descrizione

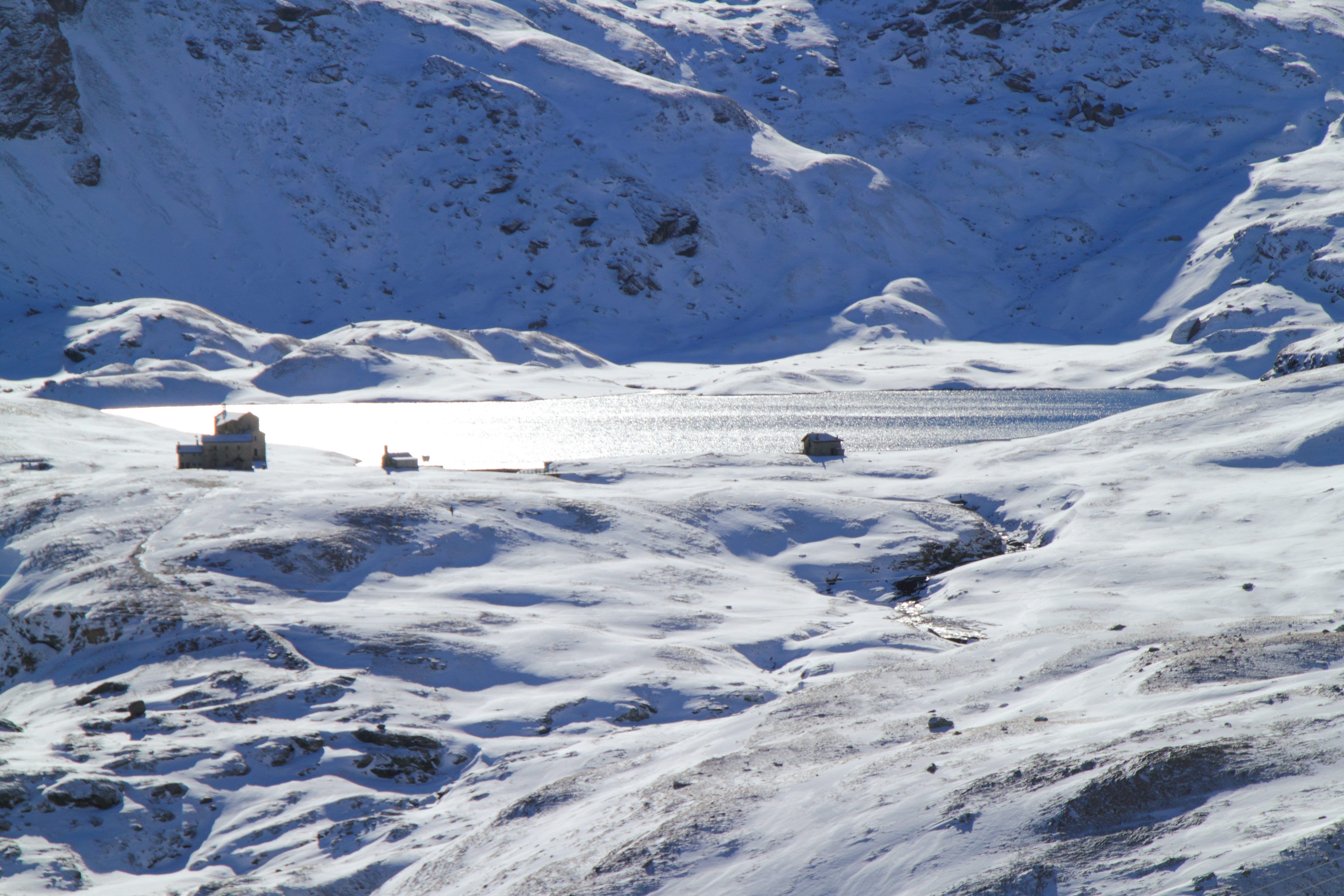
Il lago d'inverno

Il lago si trova al centro di una ampia conca definita verso ovest tra la Valle di Cogne e la Valle di Champorcher, a nord da quello tra quest'ultima e la Val Soana e ad est dal costolone del Monte Rascias, che la divide dal vallone dei Banchi. Nei pressi del lago si trovano il rifugio Misérin e il santuario Notre-Dame-des-Neiges. La chiesa è meta ad inizio agosto di uno storico pellegrinaggio che riunisce fedeli provenienti sia dalla Valle Soana (in Piemonte, a sud del lago) che dalla Valle di Champorcher.
La zona del lago è un buon punto di vista sulle vette della valle, tra cui la Rosa dei Banchi ed il Mont Glacier. Dalle acque del lago prende forma il torrente Ayasse che percorre tutta la valle di Champorcher.

## Accesso

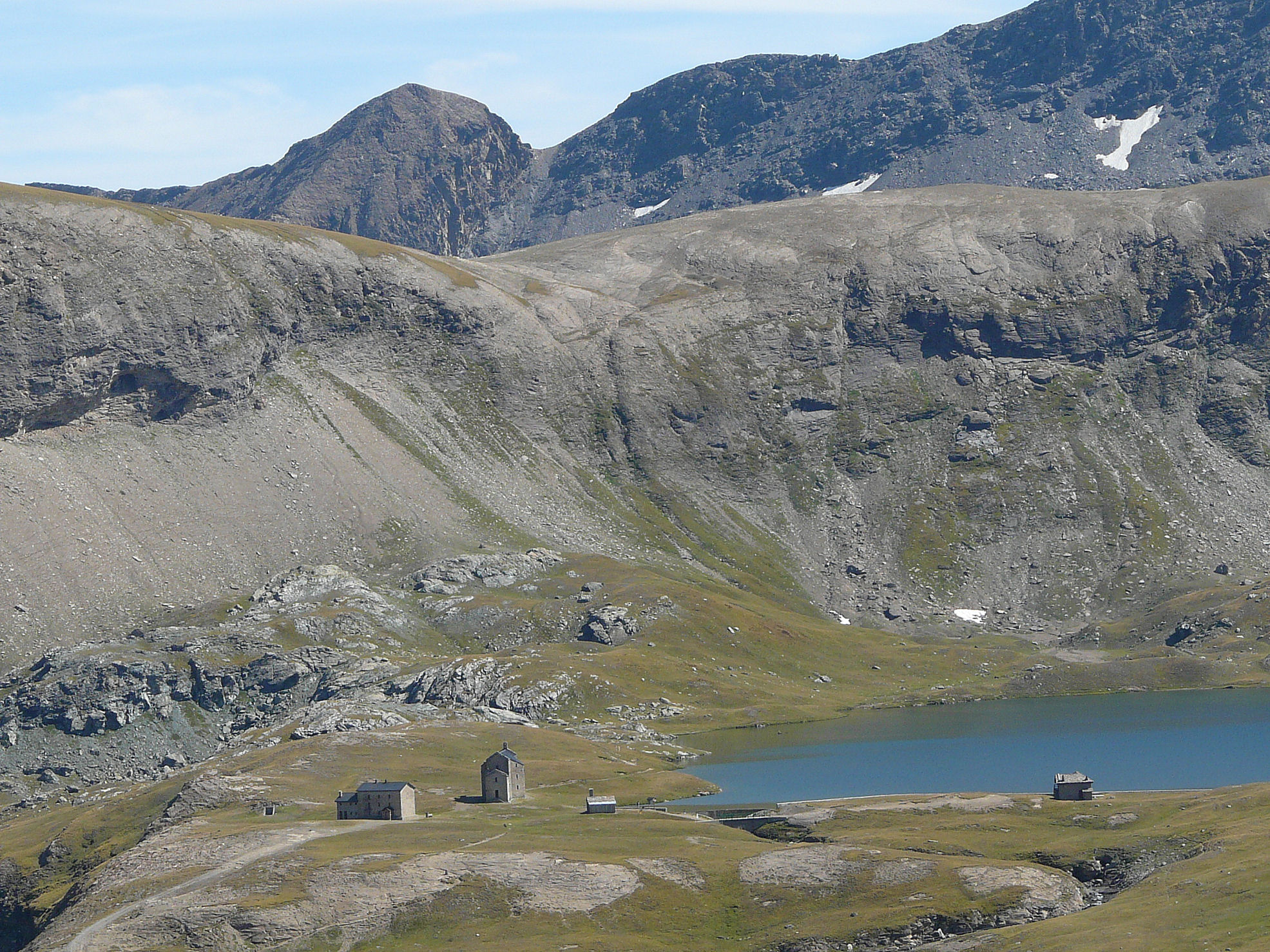
Il lago con il rifugio e il santuario

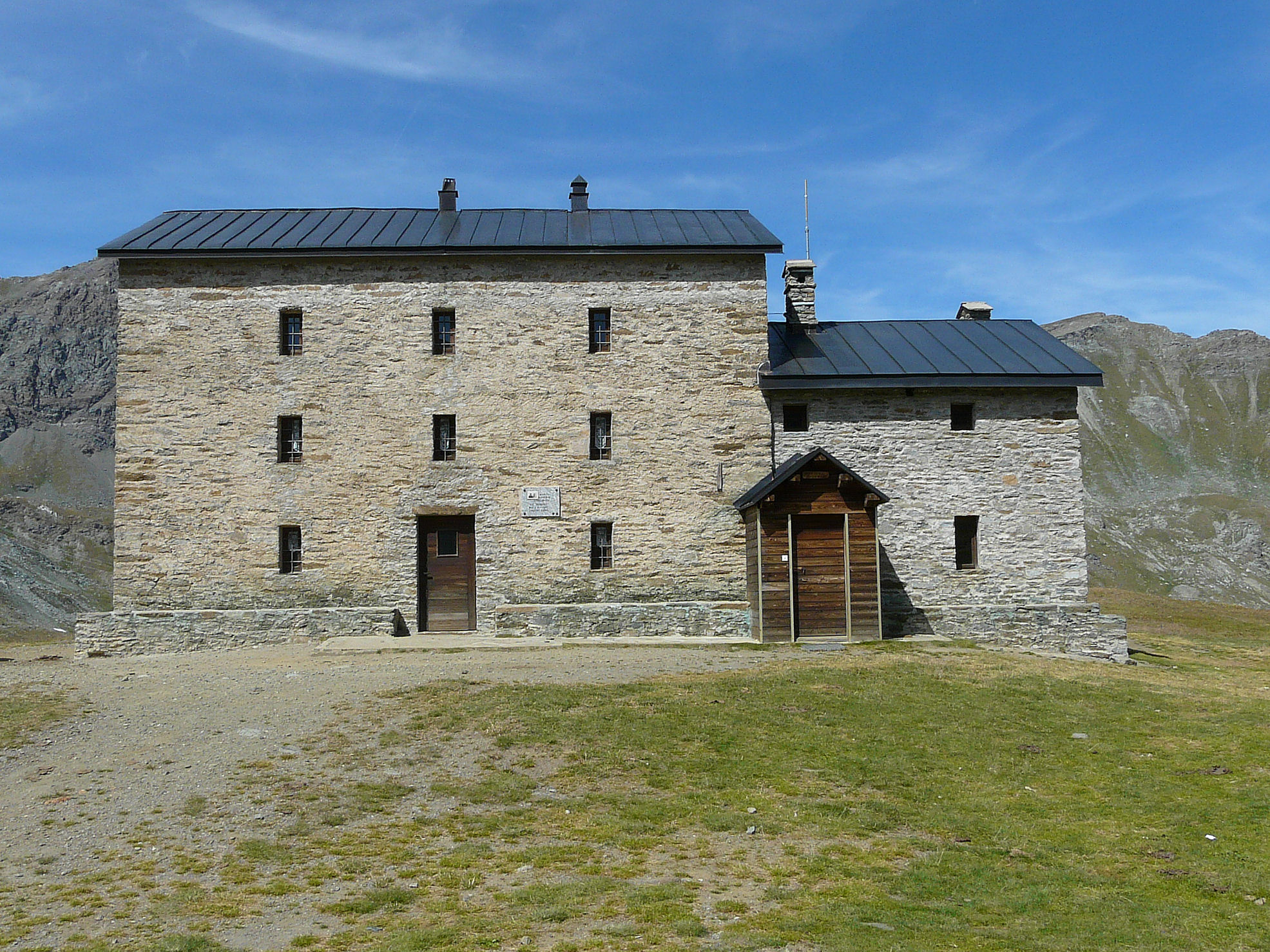
Il rifugio

È possibile raggiungere il lago attraverso un comodo sentiero partendo dalla conca di Dondena (in francese,  Cuvette de Dondénaz) nei pressi del rifugio Dondena.  Dalla Val Soana il lago può essere raggiunto attraversando il Colle della Rosa (2.957 m s.l.m.), mentre il collegamento con la Valle di Cogne avviene tramite la Fenêtre de Champorcher.